# Vértesy József
Vértesy József, eredetileg Vrábel József (Zombor, 1901. február 19. – Budapest, 1983. december 21.) olimpiai bajnok vízilabdázó, mesteredző.

## Sportpályafutása
Családjával 1904-ben került Budapestre. Apja a Podmaniczky utcában volt fodrász. Tizenöt éves korában a Császár fürdő közelébe, a Zsigmond (Frankel Leó) utcába költöztek. Még iskolásként, a fürdőben kapott munkát egy kabinos mellett. Ennek köszönhetően úszhatott ott és itt figyelt fel rá Komjádi Béla. 1920-ig az MTK-ban és a III. Kerületi TVE-ben sportolt.  Jó úszónak számított. 1920-tól az Ferencvárosi TC sportolója lett. 1921-ben tagja volt a Ferencvárosi TC 4 × 200 méteres bajnok váltójának és vízilabdában is bajnoki címet szerzett. 1923-ban  a folyamúszó csapatbajnokságban lett aranyérmes.
1923. július 28-án, Paviában Olaszország ellen szerepelt első alkalommal a válogatottban. Az 1924-es olimpián tartalékként vették figyelembe, így csak egy mérkőzésen szerepelhetett. A csapattal ötödik helyezést ért el. 1925-től lett stabil helye a válogatottban. 1926-ban és 1927-ben Európa-bajnok lett. Az FTC-vel sorozatban három bajnokságot nyert. Ezekben az években már könyvtárosként is dolgozott. 1928-ban ezüstérmet szerzett az olimpián. 1929-től a Magyar AC játékosa lett. Még ebben az évben magyar bajnokságot nyertek. Emellett a BEAC úszóedzőjeként is tevékenykedett. A válogatottal 1932-ben olimpiát, 1931-ben és 1934-ben Európa-bajnokságot nyert. Úszó tanítványai közül Csik Ferenc és Lengyel Árpád 1934-ben szintén Európa-bajnok lett. Csik 1936-ban olimpiai aranyérmes volt. 1940-ben  a Budapest SE játékosaként nyert vízilabda magyar bajnokságot. 1944-ben Németh János után a magyar vízilabda-válogatott szövetségi kapitánya lett. Úszó tanítványai 1 olimpia bajnoki, 2 Európa-bajnoki és 29 magyar bajnoki címet szereztek. A háború után a vízilabda-edzősködést helyezte előtérbe.
A vízilabda és úszás elméletével is foglalkozott, edzőként számos új módszert alkalmazott. 1948 márciusában felkérték a Vasas SC edzőjének. 1949 júniusában a magyar válogatott szövetségi kapitánya lett. 1951-től 1953-ig a prágai testnevelési főiskola vendégtanára, majd  a Szolnoki Vízügyi Dózsa edzője volt. Eközben 1954-től 1956-ig a román vízilabda-válogatott edzőjeként is tevékenykedett. 1961-től a Csepel Autó, később a KSI és az OSC utánpótlásedzője volt. 1967-ben az OSC Vértesy irányításával negyedik lett a magyar bajnokságban.

### Sporteredményei
Vízilabda
- Olimpiai játékok
  - bajnok (1932)
  - ezüstérmes (1928)
  - 5. helyezett (1924)
- Európa-bajnokság
  - bajnok (1926, 1927, 1931, 1934)
- Magyar bajnokság
  - bajnok (1921, 1922, 1925, 1926, 1927, 1929, 1940)
  - második (1928, 1932, 1933, 1935)
- Magyar kupa
  - győztes (1924, 1926)

Úszás
- Magyar bajnokság
  - bajnok 4 × 200 m gyors (1921)

## Díjai, elismerései
- Magyar Népköztársasági Sportérdemérem ezüst fokozat (1951)[4]